# 比比湖
47°50′5″N 11°28′17″E / 47.83472°N 11.47139°E

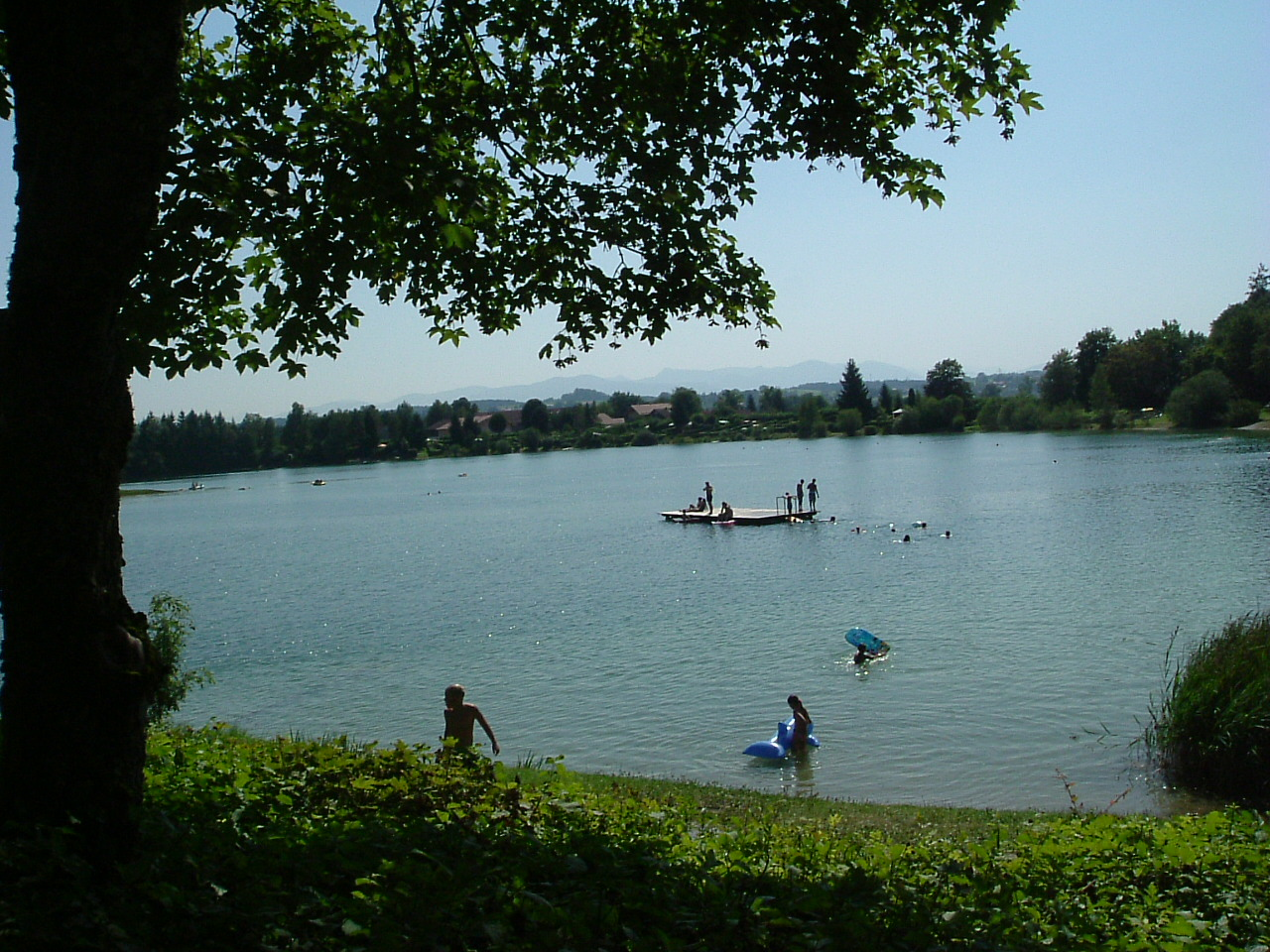

比比湖（德語：Bibisee），是德國的湖泊，位於該國東南部，由巴伐利亞州負責管轄，處於柯尼希斯多夫，長0.5公里、寬0.2公里，面積0.09平方公里，海拔高度599米，平均水深6米，最大水深8.6米，水體容量96萬立方米。